# Skrillex
Sonny John Moore (művésznevén Skrillex) (Los Angeles, Kalifornia, 1988. január 15. –)  amerikai zenei producer és énekes-dalszerző. Északkelet-Los Angelesben és Észak-Kaliforniában nőtt fel. 2004-ben csatlakozott a From First to Last post-hardcore együtteshez, mint énekes és két stúdióalbum elkészítésénél működött közre (Dear Diary, My Teen Angst Has a Body Count, 2004, és Heroine, 2006) mielőtt 2007-ben kilépett, hogy szólókarrierbe kezdjen. Az év végén kezdte első szólóturnéját. Ezután csatlakozott az Alternative Press Tourhoz, hogy az All Time Lowhoz és a The Rocket Summerhez hasonló együtteseket támogasson. Arcképe az Alternative Press évi "100 Bands You Need to Know" számának borítóján is megjelent.
A Gypsyhook című középlemeze 2009-es megjelenése után Moore elkezdte készíteni Bells című debütáló albumát Noah Shain producerrel. Azonban ezt később abbahagyta és elkezdett Skrillex név alatt szerepelni. A My Name is Skrillex című, a hivatalos Myspace oldaláról ingyenesen letölthető EP közzététele után 2010 végén elkészítette a Scary Monsters and Nice Sprites és 2011 közepén a More Monsters and Sprites EP-t. Ezek azóta mérsékelt kereskedelmi sikert értek el. 2011. november 30-án öt Grammy-díjra jelölték az 54. Grammy díjátadón, köztük a legjobb új előadóéra, melyek közül hármat nyert meg: "Legjobb tánc/elektronikus album," "Legjobb tánczene," és "Legjobb nem klasszikus remix felvétel". 2011. december 5-én a BBC bejelentette, hogy Skrillexet jelölték a Sound of 2012 szavazásukra. 2011. december 12-én az MTV őt nevezte meg, mint az év elektronikus tánczenés előadóját. Ugyanebben a hónapban kiadta Bangarang című EP-jét.